# Martin Nucio
Martin Nucio, o Martin Nuyts (Meer, 1515 – 1558), è stato un tipografo e editore fiammingo, attivo ad Anversa dal 1540 al 1558.

## Biografia
Nel 1540 venne iscritto alla Corporazione di San Luca di Anversa come maestro stampatore, sotto il toponimico Martin Vermeeren, e il 31 dicembre 1544 ne ricevette la cittadinanza con il patronimico Mantin Nuyts, figlio di Jean.
Iniziò l'attività alle dipendenze di Joannes Steelsius (fl. 1533-1562) e la sua prima sottoscrizione fu al colophon della biografia di Erasmo da Rotterdam scritta da Beato Renano e edita da costui nel 1540, dove si firmò con il toponimico latinizzato: «Excudebat Martinus Meranus».
Dal privilegio imperiale, concessogli da Carlo V l'8 luglio 1544, contenente la privativa triennale di stampa per determinate opere in spagnolo, risulta che Nutius era allora residente ad Anversa ed era sposato con figli da non più di tre anni; si apprende inoltre l'importante notizia che in passato aveva abitato per anni in Spagna e ne aveva imparato la lingua («ipse olim certis annis habitavit in nostris regnis Hispaniarum et ibidem linguam illam vernaculam didicit»).
Raccolse e stampò, tra il 1547 e 1548, il Cancionero de romances, un canzoniere che raccoglieva poesie in lingua spagnola dei secoli precedenti.
Il Cancionero comprendeva 156 liriche, precedute da un prologo, in cui l'autore, consapevole dei possibili errori, causati da una errata tradizione orale e anche dai fascicoli corrotti, da cui egli attinse, emendò i romanzi imperfetti, e tentò di realizzare una classificazione dei romanzi in base alle loro tematiche.
Prima dispose quelli che parlavano degli eventi della Francia, poi quelli che raccontavano storie castigliane, poi quelli di Troia, e solo infine quelli che trattavano cose d'amore.
Tuttavia, sebbene l'autore tentò una simile classificazione, alla fine si verificò una mescolanza tra i romances.